# 19. ceremonia wręczenia nagród Goya
19. ceremonia wręczenia hiszpańskich nagród filmowych Goya za rok 2004, odbyła się 30 stycznia 2005 w Palacio de Congresos w Madrycie.
Najwięcej statuetek zdobył film W stronę morza – 14 z 15 nominacji.
Nominacje ogłoszono w 27 kategoriach; nagrodę honorową otrzymał aktor José Luis López Vázquez.

## Laureaci i nominowani
Laureaci oznaczeni są wytłuszczeniem

### Najlepszy film
- Alejandro Amenábar − W stronę morza
  - Pedro Almodóvar − Złe wychowanie
  - Adolfo Aristarain − Roma
  - José Luis Garci − Tiovivo c. 1950

### Najlepszy reżyser
- Alejandro Amenábar − W stronę morza
  - Pedro Almodóvar − Złe wychowanie
  - Adolfo Aristarain − Roma
  - Carlos Saura − Siódmy dzień

### Najlepszy debiut reżyserski
- Pablo Malo − Frio sol de invierno
  - Ramón de España − Haz conmigo lo que quieras
  - Santi Amodeo − Astronauci
  - Vicente Peñarrocha − Fuera del cuerpo

### Najlepszy scenariusz oryginalny
- Alejandro Amenábar i Mateo Gil − W stronę morza
  - Adolfo Aristarain, Mario Camus i Kathy Saavedra − Roma
  - José Ángel Esteban, Carlos López i Manolo Matjí − Godziny światła
  - Joaquín Oristrell, Dominic Harari i Teresa de Pelegri − Nieświadomi

### Najlepszy scenariusz adaptowany
- José Rivera − Dzienniki motocyklowe
  - Eduardo Mendoza i Jaime Chávarri − Rok potopu
  - Margaret Mazzantini i Sergio Castellito − Namiętność
  - Salvador García Ruíz − Głosy w mroku

### Najlepszy aktor
- Javier Bardem − W stronę morza
  - Eduard Fernández − Rzeczy, dla których warto żyć
  - Guillermo Toledo − Zbrodnia ferpekcyjna
  - Eduardo Noriega − Wilk

### Najlepszy aktor drugoplanowy
- Celso Bugallo − W stronę morza
  - Juan Diego − Siódmy dzień
  - Luis Varela − Zbrodnia ferpekcyjna
  - Unax Ugalde − Héctor

### Najlepszy debiutujący aktor
- Tamar Novas − W stronę morza
  - Nilo Mur − Héctor
  - José Luis García Pérez − Miśki
  - Jorge Roelas − Tiovivo c. 1950

### Najlepsza aktorka
- Lola Dueñas − W stronę morza
  - Ana Belén − Rzeczy, dla których warto żyć
  - Pilar Bardem − María querida
  - Penélope Cruz − Namiętność

### Najlepsza aktorka drugoplanowa
- Mabel Rivera − W stronę morza
  - Mercedes Sampietro − Nieświadomi
  - Silvia Abascal − Wilk
  - Victoria Abril − Siódmy dzień

### Najlepsza debiutująca aktorka
- Belén Rueda − W stronę morza
  - Mónica Cervera − Zbrodnia ferpekcyjna
  - Nuria Gago − Héctor
  - Teresa Hurtado − Astronauci

### Najlepszy film europejski
- Głową w mur, reż. Fatih Akın
  -  Dziewczyna z perłą, reż. Peter Webber
  -  Julia, reż. István Szabó
  -  Pan Ibrahim i kwiaty Koranu, reż. François Dupeyron

### Najlepszy zagraniczny film hiszpańskojęzyczny
- Whisky, reż. Juan Pablo Rebella i Pablo Stoll
  -  Księżyc w Avellaneda, reż. Juan José Campanella
  -  Machuca, reż. Andrés Wood
  -  Król, reż. Antonio Dorado

### Najlepsza muzyka
- Alejandro Amenábar − W stronę morza
  - Ángel Illarramendi − Héctor
  - Roque Baños − Mechanik
  - Sergio Moure − Nieświadomi

### Najlepsza piosenka
- Zambie Mameto z filmu Cudowne Candeal – Carlinhos Brown i Mateus
  - La rubia de la cuarta fila z filmu Isi/Disi – Joaquín Sabina
  - Corre z filmu Naiwniacy – Bebe
  - Atunes en el paraíso z filmu Tuńczyk i czekolada – Javier Ruibal

### Najlepsze zdjęcia
- Javier Aguirresarobe − W stronę morza
  - Javier Salmones − Romasanta
  - José Luis Alcaine − Roma
  - Raúl Pérez Cubero − Tiovivo c. 1950

### Najlepsza scenografia
- Gil Parrondo − Tiovivo c. 1950
  - Benjamín Fernández − W stronę morza
  - Rafael Palmero − Siódmy dzień
  - Antxón Gómez − Złe wychowanie

### Najlepszy montaż
- Guillermo Maldonado − Wilk
  - Antonio Pérez Reina − Frío sol de invierno
  - Iván Aledo − Naiwniacy
  - José María Biurrun − Godziny światła

### Najlepsze kostiumy
- Ivonne Blake − Most przeznaczenia
  - Lourdes de Orduña − Tiovivo c. 1950
  - Sabine Daigeler − Nieświadomi
  - Sonia Grande − Tango ze śmiercią

### Najlepsza charakteryzacja i fryzury
- Jo Allen i Ana Ruiz Puigcerber − W stronę morza
  - Karmele Soler − Nieświadomi
  - Paca Almenara i Alicia López − Tiovivo c. 1950
  - Susana Sánchez i Patricia Rodríguez − To tylko człowiek

### Najlepszy dźwięk
- Ricardo Steinberg, Alfonso Raposo, Juan Ferro i María Steinberg − W stronę morza
  - Sergio Burmann, Jaime Fernández i Charly Schmukler − Zbrodnia ferpekcyjna
  - Pierre Lorrain, Jaime Fernández i Polo Aledo − Naiwniacy
  - Antonio Rodríguez Mármol, Patrick Ghislain i Nacho Royo-Villanova − Isi/Disi

### Najlepszy kierownik produkcji
- Emiliano Otegui − W stronę morza
  - Esther García − Złe wychowanie
  - Juanma Pagazaurtundua − Zbrodnia ferpekcyjna
  - Miguel Torrente i Cristina Zumárraga − Wilk

### Najlepsze efekty specjalne
- Reyes Abades, Jesús Pascual i Ramón Lorenzo − Wilk
  - Juan Ramón Molina i Félix Bergés − Zbrodnia ferpekcyjna
  - Juan Ramón Molina, Aurelio Sánchez-Herrera i Eduardo Acosta − Torapia
  - Juan Ramón Molina, David Martí, Montse Ribé, José Quetglas i José María Aragonés − Romasanta

### Najlepszy film animowany
- Daniel Robichaud − Pinokio, przygoda w przyszłości
  - José Mari Goenaga i Íñigo Berasategui − Dzieciaki z Ferajny
  - Juanjo Elordi − Los Balunis

### Najlepszy krótkometażowy film animowany
- Pablo Llorens − El enigma del chico croqueta
  - Julio Robledo − The Trumouse Show
  - Carlos Navarro − Vuela por mí
  - Juan Pablo Etcheverry − Minotauromaquia

### Najlepszy film dokumentalny
- Fernando Trueba − Cudowne Candeal
  - Pedro Olea i Gracia Querejeta − Hay motivo
  - Patricio Guzmán − Salvador Allende
  - Joaquím Jordá − De niños

### Najlepszy krótkometrażowy film dokumentalny
- Ana Serret − Extras
  - Miguel Ángel Rolland − Aerosol
  - José Maria Borrell − El mundo es tuyo
  - Andrés Duque − Iván Z
  - Elio Quiroga − El último minutero

### Najlepszy krótkometrażowy film fabularny
- Alberto Ruiz Rojo − Diez minutos
  - Iñaki Peñafiel − Amigo no gima
  - Santiago Zannou − Cara sucia
  - Àlex Pastor − La ruta natural
  - Xavi Puebla − Viernes

### Goya Honorowa
- José Luis López Vázquez (Aktor)